# Рау, Густав
Густав Адольф Фридрих Готтфрид Рау (нем. Gustav Adolf Friedrich Gottfried Rau; 20 февраля 1878, Франкфурт-на-Майне, Пруссия — неизвестно) — немецкий легкоатлет, выступавший в барьерном беге. Участник летних Олимпийских игр 1900 года.

## Биография
Густав Рау родился 20 февраля 1878 года в немецком городе Франкфурт-на-Майне.
Работал реквизитором.
Выступал в легкоатлетических соревнованиях за «Франкфурт-1880».
В 1900 году вошёл в состав сборной Германии на летних Олимпийских играх в Париже. В беге на 200 метров с барьерами занял в полуфинальном забеге последнее, 5-е место. В беге на 110 метров с барьерами с гандикапом победил с результатом 17,8 секунды, однако медалей в этой дисциплине не вручали. Также был заявлен в беге на 110 метров с барьерами и на 400 метров с барьерами, но не вышел на старт.
В 1903 году установил рекорд Германии в беге на 110 метров с барьерами — 16,8 секунды.
О дальнейшей жизни данных нет.

## Личный рекорд
- Бег на 110 метров с барьерами — 16,8 (1903)[1]